# Bosranknetwants
Bosranknetwants (Derephysia sinuaticollis)  is een wants die behoort tot netwantsen. Hij leeft in bossen en bosranden. Komt alleen voor op bosrank en wordt voornamelijk gevonden op oudere lianen van deze plant. Imago's komen voor van juni tot september.

## Kenmerken
Hij heeft een lengte van 3,4 tot 4,1 mm. Kenmerkend zijn  het brede randveld van het halsschild, dat twee of drie cellen breed is en aan de voorkant voor de ogen uitsteekt.

## Verspreiding
In Nederland komt hij zeldzaam voor en is alleen bekend uit Zuid-Limburg.